# Sceloporus cupreus
Sceloporus cupreus (високогірна довгохвоста колюча ігуана) — вид ігуаноподібних ящірок родини фриносомових (Phrynosomatidae). Ендемік Мексики.

## Поширення і екологія
Високогірні довгохвості колючі ігуани мешкають в горах Сьєрра-Мадре-де-Оахака в штаті Оахака. Вони живуть в гірських дубових лісах, на висоті до 2438 м над рівнем моря.